# John T. Stock
John T. Stock (* 26. Januar 1911 in Margate (Kent); † 6. Februar 2005) war ein britischer Chemiker und Chemiehistoriker.
Stock erhielt 1941 seinen Bachelor-Abschluss in Chemie an der Universität London, 1944 seinen Master-Abschluss in Elektrochemie und 1949 wurde er dort in Analytischer Chemie promoviert (1965 erhielt er einen D.Sc. der Universität London). Nach Tätigkeit in der Industrie und beim Ministry of Supply wurde er Vize-Prinzipal am Norwood Technical College in London, war 1954 zu einem Forschungsaufenthalt an der University of Minnesota und war ab 1956 an der University of Connecticut, an der er Professor wurde und 1979 emeritiert wurde. Er war Honorary Research Fellow am Londoner Science Museum.
Als Chemiehistoriker befasste er sich besonders mit der Entwicklung der chemischen Apparatur, Elektrochemie und den Schülern des Physikochemikers Wilhelm Ostwald in den USA.
1992 erhielt er den Dexter Award.

## Schriften
- mit P. Heath: Small-Scale Inorganic Qualitative Analysis, 1954
- Development of the Chemical Balance, 1969
- Amperometric Titrations, 1975
- mit D. Vaughan: The Development of Instruments to Measure Electric Current, 1986
- The History and Preservation of Chemical Instrumentation, 1986
- mit Mary Virginia Orna: Electrochemistry, Past and Present, 1989
- Ostwald’s American Students: Apparatus, Techniques and Careers, 2003